# Dispersió de Compton

Diagrames d'interacció llum-matèria.

La dispersió Compton (o l'efecte Compton) és la teoria quàntica de la dispersió de fotons d'alta freqüència després d'una interacció amb una partícula carregada, normalment un electró. Concretament, quan el fotó colpeja els electrons, allibera electrons lligats de manera fluixa de les capes de valència exterior dels àtoms o molècules.
L'efecte va ser descobert el 1923 per Arthur Holly Compton mentre investigava la dispersió dels raigs X per elements lleugers, i li va valer el Premi Nobel de Física el 1927. L'efecte Compton es va desviar significativament de les teories clàssiques dominants, utilitzant tant la relativitat especial com la mecànica quàntica per explicar la interacció entre fotons d'alta freqüència i partícules carregades.
Els fotons poden interactuar amb la matèria a nivell atòmic (per exemple, efecte fotoelèctric i dispersió de Rayleigh), al nucli, o només amb un electró. La producció de parells i l'efecte Compton es produeixen a nivell de l'electró. Quan un fotó d'alta freqüència es dispersa a causa d'una interacció amb una partícula carregada, hi ha una disminució de l'energia del fotó (i, per tant, un augment de la seva longitud d'ona). Aquest és l'efecte Compton. A causa de la conservació de l'energia, l'energia perduda del fotó es transfereix a la partícula en retrocés (aquest electró s'anomenaria "electró de retrocés de Compton").
Això implica que si la partícula en retrocés perdés energia, es produiria el contrari. Això es coneix com a dispersió Compton inversa, en la qual el fotó dispers augmenta d'energia.

Fig. 1: Diagrama esquemàtic de l'experiment de Compton. La dispersió Compton es produeix a l'objectiu de grafit de l'esquerra. L'escletxa passa fotons de raigs X dispersos en un angle seleccionat. L'energia d'un fotó dispers es mesura utilitzant la dispersió de Bragg al cristall de la dreta juntament amb la cambra d'ionització; la cambra podria mesurar l'energia total dipositada al llarg del temps, no l'energia dels fotons dispersos individuals.

## Introducció
En l'experiment original de Compton (vegeu la figura 1), l'energia del fotó de raigs X (≈17 keV) era significativament més gran que l'energia d'unió de l'electró atòmic, de manera que els electrons es podien tractar com a lliures després de la dispersió. La quantitat en què canvia la longitud d'ona de la llum s'anomena desplaçament de Compton. Tot i que existeix la dispersió Compton del nucli, la dispersió Compton normalment es refereix a la interacció que implica només els electrons d'un àtom. L'efecte Compton va ser observat per Arthur Holly Compton el 1923 a la Universitat de Washington a St. Louis i posteriorment verificat pel seu estudiant graduat YH Woo en els anys següents. Compton va rebre el Premi Nobel de Física l'any 1927 pel descobriment.
L'efecte és significatiu perquè demostra que la llum no es pot explicar només com un fenomen ondulatori. La dispersió de Thomson, la teoria clàssica d'una ona electromagnètica dispersa per partícules carregades, no pot explicar els canvis de longitud d'ona a baixa intensitat: clàssicament, la llum d'intensitat suficient perquè el camp elèctric acceleri una partícula carregada a una velocitat relativista provocarà un retrocés de la pressió de radiació i un canvi Doppler associat de la llum dispersa, però l'efecte esdevindria arbitràriament petit a intensitats de llum prou baixes independentment de la longitud d'ona. Així, si volem explicar la dispersió Compton de baixa intensitat, la llum s'ha de comportar com si estigués formada per partícules. O la suposició que l'electró es pot tractar com a lliure no és vàlida, donant lloc a la massa d'electrons efectivament infinita igual a la massa nuclear (vegeu, per exemple, el comentari a continuació sobre la dispersió elàstica dels raigs X a partir d'aquest efecte). L'experiment de Compton va convèncer els físics que la llum es pot tractar com un corrent d'objectes semblants a partícules (quants anomenats fotons), l'energia dels quals és proporcional a la freqüència de l'ona de llum.

Fig. 2: Un fotó de longitud d'ona entra per l'esquerra, xoca amb un objectiu en repòs i un nou fotó de longitud d'ona emergeix en angle. L'objectiu retroceda, emportant-se una quantitat de l'energia incident depenent de l'angle.

## Descripció del fenomen
A principis del segle xx, la investigació sobre la interacció dels raigs X amb la matèria estava en marxa. Es va observar que quan els raigs X d'una longitud d'ona coneguda interactuen amb els àtoms, els raigs X es dispersen a través d'un angle. {\displaystyle \theta } i sorgeixen a una longitud d'ona diferent relacionada amb {\displaystyle \theta }. Encara que l'electromagnetisme clàssic va predir que la longitud d'ona dels raigs dispersos hauria de ser igual a la longitud d'ona inicial, diversos experiments havien trobat que la longitud d'ona dels raigs dispersos era més llarga (corresponent a una energia més baixa) que la longitud d'ona inicial.
El 1923, Compton va publicar un article a la Physical Review que explicava el desplaçament dels raigs X atribuint un moment semblant a partícules als quants de llum (Einstein havia proposat quants de llum el 1905 per explicar l'efecte fotoelèctric, però Compton no es va basar en el treball). L'energia dels quants de llum depèn només de la freqüència de la llum. En el seu article, Compton va derivar la relació matemàtica entre el canvi de longitud d'ona i l'angle de dispersió dels raigs X assumint que cada fotó de raigs X dispers interaccionava amb només un electró. El seu article conclou informant sobre experiments que van verificar la seva relació derivada:{\displaystyle \lambda '-\lambda ={\frac {h}{m_{e}c}}(1-\cos {\theta }),}on:
- és la longitud d'ona inicial,
- és la longitud d'ona després de la dispersió,
- és la constant de Planck,
- és la massa en repòs d'electrons,
- és la velocitat de la llum, i
- és l'angle de dispersió.

## Aplicacions

### Dispersió de Compton
La dispersió Compton és de gran importància per a la radiobiologia, ja que és la interacció més probable dels raigs gamma i els raigs X d'alta energia amb els àtoms dels éssers vius i s'aplica a la radioteràpia.

### Dispersió magnètica Compton
La dispersió magnètica Compton és una extensió de la tècnica esmentada anteriorment que implica la magnetització d'una mostra de cristall colpejada amb fotons polaritzats circularment d'alta energia. Mitjançant la mesura de l'energia dels fotons dispersos i invertint la magnetització de la mostra, es generen dos perfils Compton diferents (un per al moment de spin up i un altre per al spin down moment). Prenent la diferència entre aquests dos perfils dona el perfil magnètic de Compton (MCP), donat per {\displaystyle J_{\text{mag}}(\mathbf {p} _{z})} – una projecció unidimensional de la densitat de spin electrònic.

### Dispersió Compton inversa
La dispersió inversa de Compton és important en astrofísica. En astronomia de raigs X, es suposa que el disc d'acreció que envolta un forat negre produeix un espectre tèrmic. Els fotons de menor energia produïts a partir d'aquest espectre es dispersen a energies més altes per electrons relativistes a la corona circumdant. Es suposa que això provoca el component de la llei de potència en l'espectre de raigs X (0,2-10 keV) dels forats negres en acreció.

### Dispersió Compton inversa no lineal
La dispersió Compton inversa no lineal (NICS) és la dispersió de múltiples fotons de baixa energia, donats per un intens camp electromagnètic, en un fotó d'alta energia (raigs X o raigs gamma) durant la interacció amb una partícula carregada, com ara un electró. També s'anomena dispersió Compton no lineal i dispersió Compton multifotònica. És la versió no lineal de la dispersió Compton inversa en la qual s'assoleixen les condicions d'absorció multifotònica per part de la partícula carregada a causa d'un camp electromagnètic molt intens, per exemple el produït per un làser.